# Borrassà (kommunhuvudort)
Borrassà är en kommunhuvudort i Spanien.   Den ligger i provinsen Província de Girona och regionen Katalonien, i den östra delen av landet, 600 km öster om huvudstaden Madrid. Borrassà ligger 75 meter över havet och antalet invånare är 581.
Terrängen runt Borrassà är huvudsakligen platt, men norrut är den kuperad. Terrängen runt Borrassà sluttar österut.Runt Borrassà är det ganska glesbefolkat, med 35 invånare per kvadratkilometer. Närmaste större samhälle är Figueres, 5,6 km nordost om Borrassà. Trakten runt Borrassà består till största delen av jordbruksmark.